# Essenbæk Kloster
Essenbæk Kloster var et benediktinsk munkekloster beliggende i Essenbæk Sogn otte kilometer øst for Randers og 1,7 kilometer nord for Assentoft.

## Historie

### Tidlig historie
Klosteret etableredes af Stig Tokesen "Hvide", som dræbtes i 1151, og var da måske et cluniacensisk dobbeltkloster i eller ved Randers. I 1179 forandredes det, måske ved at dets nonner fik Vor Frue Kloster i byen, og flyttedes året efter til østligt på bakkeøen Holmen i Essenbæk Sogn, som det navngaves efter. Det siges at Stig Tokesen ”Hvide” og dennes hustru Margrethe begravedes i klosterets kirke.
Essenbækårbogen, med historiske notitser vedrørende årene 1020-1323, synes at være skrevet i Essenbæk Kloster, som var det eneste kloster i Djursland indtil det 20. århundrede.
For en gård i Egens købte Stig Andersen "Hvide" i 1330 gravsteder i klosterets kirke til sin hustru og sig selv, og i 1369 begravedes han der. Også hustruen Tove Andersdatter begravedes i kirken.
Klosteret benævntes den 28. september 1403 som ”Sankt Laurentius’ kloster i Æssumbæk af Sankt Benedikts orden”, og nogle af klosterets indtægter var fra pilgrimme som Sankt Hans’ Aften valfartede til Sankt Laurseskilde neden for Assentoft.
I 1431 udfordrede paven klosterets munke ved at lade biskoppen af Viborg granske den af dem valgte abbeds kvalifikationer, før biskoppen indviede abbeden som sådan.
Megen rigdom doneredes til klosteret, særligt af Hvide-klanen, så det med tiden ejede al fast ejendom i Essenbæk Sogn, næsten al fast ejendom i Virring Sogn, og desuden gods i sognene Albæk, Bregnet, Dalbyover, Egens, Egå, Fausing, Fløjstrup, Gimming, Gjesing, Glesborg, Harridslev, Homå, Hornslet, Hørning, Kastbjerg, Lime, Mariager, Mejlby, Mørke, Rimsø, Skødstrup, Tøstrup, Udbyneder, Voldby, Ødum, og Årslev, samt i herrederne Hjelmslev, Houlbjerg, og Middelsom. Klosterets gods i Sønderhald Herred var senest fra den 9. august 1475, i form af birket Essenbæk, juridisk udskilt fra herredet.
For seks gårde købte klosteret sig i 1516 fri fra borgeleje, og i 1518 skyldte kongen klosteret 38 lod sølv og 25 rhinske gylden. I 1525 takseredes det til fra sit gods at stille to ryttere til indenrigsk tjeneste, og to ryttere samt to skytter til udenrigsk tjeneste.
Trods rigdommen tilkendegav kongen den 5. september 1529 at hofmanden Hans Emmiksen af klosterets munke var valgt, frem for dets alderdomssvækkede abbed, som dets forvalter til sin død, da ”klosterets gods daglig vindes fra det, og brødrene i lang tid ikke har fået deres nødtørft efter deres regels udvisning”. Hans Emmiksen udnævntes samtidig som lensmand der af kongen, som frem for munkene selv nok foranledige valget. Alene i klosterets avlsgård var der da 20 okser med to plove, 27 store og små stude, 42 køer, 26 kvier og ungnød, 100 får, 53 svin, otte gamle øg, og 13 unge øg og åringer (årgamle plage).

### Nyere tid
En munk fra klosteret halshuggedes i 1537 for voldtægt, og i 1540 konfiskeredes klosteret af kongen. Omkring den tid fik Axel Juul det i pant for 3.000 daler – en sum der i 1546 var øget til 4.000 daler. Munkene forlod tidligt klosteret, og den 3. april 1548 bestemte kongen at det skulle være en del af dronning Dorotheas livgeding. Han betalte derfor pantet, men senere fik hun i stedet Sønderborg og Nordborg som livgeding, og i 1550 indlemmedes klosteret i Dronningborg Len. Hans Stygge, som var lensmand der, fik ligene af Stig Tokesen ”Hvide” og dennes hustru Margrethe flyttet til Randers Slotskirke, og Bjørn Andersen, som ejede Stenalt, fik ligene af Stig Andersen ”Hvide” og Tove Andersdatter flyttet til Ørsted Kirke.
I 1558 registrerede kancellisekretær Jakob Reventlow næsten 100 breve fra Essenbæk Kloster i Silkeborgs arkiv. Nogle få af dem er nu i Rigsarkivet, men de øvrige er siden tabte.
Hvornår klosteret reves ned vides ikke, men i 1593 boede den lokale birkefoged Rasmus Pedersen i Essenbæk Ladegård vestligt på Holmen, hvorfor klosteret nok var ubeboeligt da. Kirkens klokke førtes til Gammel Essenbæk Kirke. Den 22. august 1661 erhvervedes bl.a. klosteret fra kongen af Hans Friis, og det gods omfattede da bl.a. et kapel som måske var en rest af klosterets kirke. Birket indlemmedes den 20. december 1687 i Sønderhald Herred.
Lærer Karl Hansen skrev i 1832 at der ingen rester var af klosteret, men i 1894 fandtes et stykke svær mur vestligt på forhøjningen Kirkegaarden på Holmen, som da besigtigedes for Nationalmuseet. Lærer J. V. Nissen ledede i 1898 en udgravning for Nationalmuseet, hvormed der bl.a. afdækkedes rester af klosterets kirke, og Nationalmuseet foranledigede derfor at stedet blev fredet. Kirkegaardens ejer begyndte dog i 1918 at fjerne sten derfra, da fredningen ikke var skrevet på hverken skøde eller i pantebog, så arkitekt I. P. Hjersing kortlagde i 1925 hvad der resterede inden også det fjernedes. Ejeren fandt samme år en stensat brønd der, og mange skeletter omkring den.

## Kendte abbeder
- Peder - 1345[40]
- Lars - 3. april 1396[41]
- Jens - 28. september 1403
- Mikkel[42] - 1421,[40] 17. juli 1423, 4. september 1424[43]
- Laurids - 1438[44]
- Søren - 1463
- Per Niels - 1. februar 1479[45]
- Jonas - 1490
- Jens Thommesen/Thomæsøn - 1516, 1518, 5. september 1529[46]

## Beliggenhed og opbygning
Holmen er mest sandjord mellem mose og eng syd for Randers Fjord. Kirkegaarden på den var i 1894 ca. to alen (1,26 meter) høj, ca. 37 alen (23,23 meter) fra nord til syd, og ca. 50 alen (31,39 meter) fra øst til vest. Udgravningen i 1898 afdækkede der et én til to fod (0,31 til 0,63 meter) højt samt fire fod og seks tommer (1,41 meter) tykt fundament af rå kampesten, ned til 130 centimeter under jordoverfladen, som flere steder var lagt om nedrammede egepæle. Ned til 85 centimeter under jordoverfladen var der oven på fundamentet rester af en murkerne af mindre marksten og teglstensstumper i rigelig kalk, som var beklædt med munkesten. Da klosteret reves ned, fjernedes først munkestenene, hvorefter murkernen væltedes udad. Stykker af den væltede mur var til da op til syv alen (4,39 meter) høje, men ovenpå var der nok skifter helt af tegl.
Fundamentet var af en bygnings nordøstlige hjørne, som afsluttedes fladt mod øst, og indenfor var 30 fod (9,42 meter) på hver side. Nærliggende rester indikerede at fundamentet fortsattes mod nord fra bygningens nordvest, hvorfor bygningen nok var kirkens kor.
Kortlægningen i 1925 indikerede at fundamentet nord for kirkens kor var af klosterets 49 meter lange og 10 meter brede østlige fløj, som var inddelt i fire rum. Sakristiet var øjensynligt nærmest kirken. Kortlægningen indikerede også at den østlige fløj var bygget til klosterets nordlige fløj, i hvilken der nok var en ca. to og en halv alen (1,57 meter) bred åben klostergang. Også klosterets vestlige fløj indikeredes, og mellem fløjene var en gård som var åben mod syd, med en stensat brønd i midten og begravede skeletter omkring. Midt foran gården var en anden stensat brønd – denne med nedgangstrappe. Samlet måltes klosteret til ca. 57 meter fra nord til syd og 47 meter fra øst til vest.
I 1529 var der i klosteret stegers, præstestegers, bryggers, kælder, et madloft og et kornloft, samt måske rum til arbejdere og gæster, og klosteret ejede en ladegård med et melhus.
På en grund af svære kampesten nord for klosteret stod en vandmølle, og buet øst om klosteret var en vandgrav. Sydvest for klosteret var dets fiskedam.
Fra klosteret førte en vej over mosen til en ca. 40 kvadratmeter flad plads i bunden af slugten Lausdal, hvor der ved Sankt Laurseskilde var en stensætning, og hvor man i 1850 fandt et 10 alen (6,28 meter) langt pumpetræ. I begyndelsen af det 18. århundrede fandt man også skeletter i murede og foroven hvælvede grave på stedet, som altså var klosterets kirkegård, og igen sidst i det 18. århundrede samt i 1849.
Gennem engen var vejen brolagt med mindre brosten og store randsten, men bugtedes derfra som en hulvej op gennem lyngbakkerne ved Assentoft. En stensat vej førte også gennem engen fra klosteret til dets ladeplads ved Gudenåen.
På lerbakken Mondal syd for mosen, og øst for Lausdal, indikerer fundne rester af munkesten at stenene til klosteret og dets stensatte grave produceredes i et teglværk der.

### Anna Krabbes Søjler
To 3,5 meter høje granitsøjler fra parken ved Stenalt førtes i 1804 over den frosne Randers Fjord til Dronningborg. Der brugte en lokal landmand den ene som tromle, men i 1870 købtes søjlerne af Randers Kommune, som i 1872 lod dem opstille i Tøjhushaven i Randers.
Hugget i søjlerne er "1589", et våbenskjold og "FAK". Nok i det år opstilledes de ved Stenalt, som da ejedes af fruen Anna Krabbe, hvis families våbenskjold det var. Hun samlede antikviteter, og siges at have fået søjlerne bragt dertil fra Essenbæk Kloster.
Søjlerne brødes sandsynligvis i det 4. århundrede i Egypten, og stod derefter nok i en romersk bygning. De rejstes formodentlig i Essenbæk Kloster da det byggedes, og fik sikkert da tilføjede nye søjlehoveder fra Danmark.